# Albert Hadjiganev
Albert Hadjiganev, né en 1954 à Sevlievo, est un peintre français d'origine bulgare.

## Biographie
Albert Hadjiganev naît en 1954 en Bulgarie.
Il suit des études de Beaux Arts à Sofia et obtient un diplôme de photographie.
Interdit de quitter le territoire bulgare, il passe clandestinement la frontière et arrive finalement à Paris en novembre 1982. Il a 28 ans.
Tout en apprenant le français et en survivant grâce à des « petits boulots », il s'inscrit aux ateliers de dessin de la ville de Paris.
Il est diplômé en 1987 de l'école nationale supérieure des beaux-arts.

## Travail
Albert Hadjiganev utilise une palette sombre mais lumineuse. Il aime les « vies silencieuses » - les détails d'un intérieur, un objet positionné simplement, une carafe, une pomme.
Connaissance des arts écrit de lui qu'« il recherche les effets de lumière : les portes s'ouvrent sur des plans sombres, les fenêtres fermées jouent la transparence ».

## Prix
- 1989 Grand prix de peinture de l'Académie des Beaux Arts de l’Institut de France[1]
- 1989 Grand prix de peinture du Crédit Agricole
- 1990 Prix du Gouvernement de Monté Carlo.

## Collections
- Académie des Beaux Arts, France
- Caisse Nationale du Crédit Agricole
- Musée de Brives
- Musée de Conches

## Principales expositions personnelles
- 2020 Hugo Galerie, NYC
- 2019 Galerie de l’Europe, Paris
- 2018 Hugo Galerie, NYC
- 2018 Galerie de l’Europe, Paris
- 2016 Hugo Galerie, NYC
- 2016 Galerie de l’Europe, Paris
- 2016 Galerie Patricia Oranin, Pont l'abbé
- 2015 Axelle Fine Arts, Galerie Soho, New York
- 2015 Galerie de l’Europe, Paris
- 2014 Galerie Albert 1er, Bruxelles
- 2014 Maison des Arts de Conches en Ouche, Normandie
- 2013 Galerie de l'Europe, Paris
- 2012 Galerie NL, St Omer
- 2012 Galerie de l'Europe, Paris
- 2011 Axelle Fine Arts, Galerie Soho, New York
- 2011 Galerie NL, St Omer
- 2010 
  - Axelle Fine Arts, Boston
  - Espace de Tanneries, La Ferrière Sur Risle
  - Galerie Claudine Legrand, Paris
- 2009 
  - Axelle Fine Arts Chelsea, New York City
  - Axelle Fine Arts, San Francisco CA
- 2008 
  - AAART Foundation, Kirchberg-Kitzbuhël, Autriche
  - Galerie Claudine Legrand, Paris
- 2007 Axelle Fine Arts Soho, New York City
- 2006 Axelle Fine Arts, San Francisco CA
- 2005 Galerie Jean Marie Felli, Paris
- 2004 Axelle Fine Arts Soho, New York City
- 2003 Galerie de L'Europe, Paris[3]
- 2002 Axelle Fine Arts Soho, New York City
- 2000 
  - Galerie Charvet, Ile de Ré
  - Galerie de l'Europe, Paris[5]
- 1998 
  - Abbaye de Molesmes, Bourgogne
  - Galerie Charvet, Ile de Ré
  - Galerie de Causans, Paris
- 1997 
  - Galerie Guénégaud, Paris
  - Galerie La Salle Basse, Aix-les-Bains
- 1996 
  - Galerie Artis, Mulhouse
  - Galerie Guénégaud, Paris
- 1995 
  - Galerie Eric Baudet, Le Havre
  - Maison des Arts, Conches
  - Galerie de Causans, Paris[3]
- 1994 
  - Galerie du Crédit Agricole, Evreux
  - La petite Galerie, Paris
- 1993 
  - Abbaye de Molesmes, Bourgogne
  - Société Industrielle, Mulhouse[6]
- 1992
  - Galerie Coard, Paris
  - Galerie Hélios, Honfleur
  - Cercle Europe, Paris La Défense
- 1991 
  - Galerie Dufour, Chablis
  - Centro Culturale San Fedele, Milano
  - Galerie Coard, Paris
- 1990 Salle Saint jean de l'Hôtel de Ville, Paris
- 1989 Galerie Peinture Fraîche, Paris
- 1988 Galerie Peinture Fraîche, Paris
- 1985 Théâtre Municipal, Darstadt, Allemagne